# Gill (Massachusetts)
Gill és una població dels Estats Units a l'estat de Massachusetts. Segons el cens del 2000 tenia 1.363 habitants.

## Demografia
Segons el cens del 2000, Gill tenia 1.363 habitants, 537 habitatges, i 373 famílies. La densitat de població era de 37,6 habitants/km².
Dels 537 habitatges en un 32,6% hi vivien nens de menys de 18 anys, en un 58,1% hi vivien parelles casades, en un 8% dones solteres, i en un 30,5% no eren unitats familiars. En el 23,1% dels habitatges hi vivien persones soles el 10,8% de les quals corresponia a persones de 65 anys o més que vivien soles. El nombre mitjà de persones vivint en cada habitatge era de 2,53 i el nombre mitjà de persones que vivien en cada família era de 3,03.
Per edats la població es repartia de la següent manera: un 23,7% tenia menys de 18 anys, un 6,6% entre 18 i 24, un 26,8% entre 25 i 44, un 30,2% de 45 a 60 i un 12,8% 65 anys o més.
L'edat mediana era de 42 anys. Per cada 100 dones de 18 o més anys hi havia 91,5 homes.
La renda mediana per habitatge era de 50.750 $ i la renda mediana per família de 61.339$. Els homes tenien una renda mediana de 35.402 $ mentre que les dones 26.613$. La renda per capita de la població era de 23.381$. Entorn del 3,9% de les famílies i el 4,4% de la població estaven per davall del llindar de pobresa.